# چکاوک طوقی

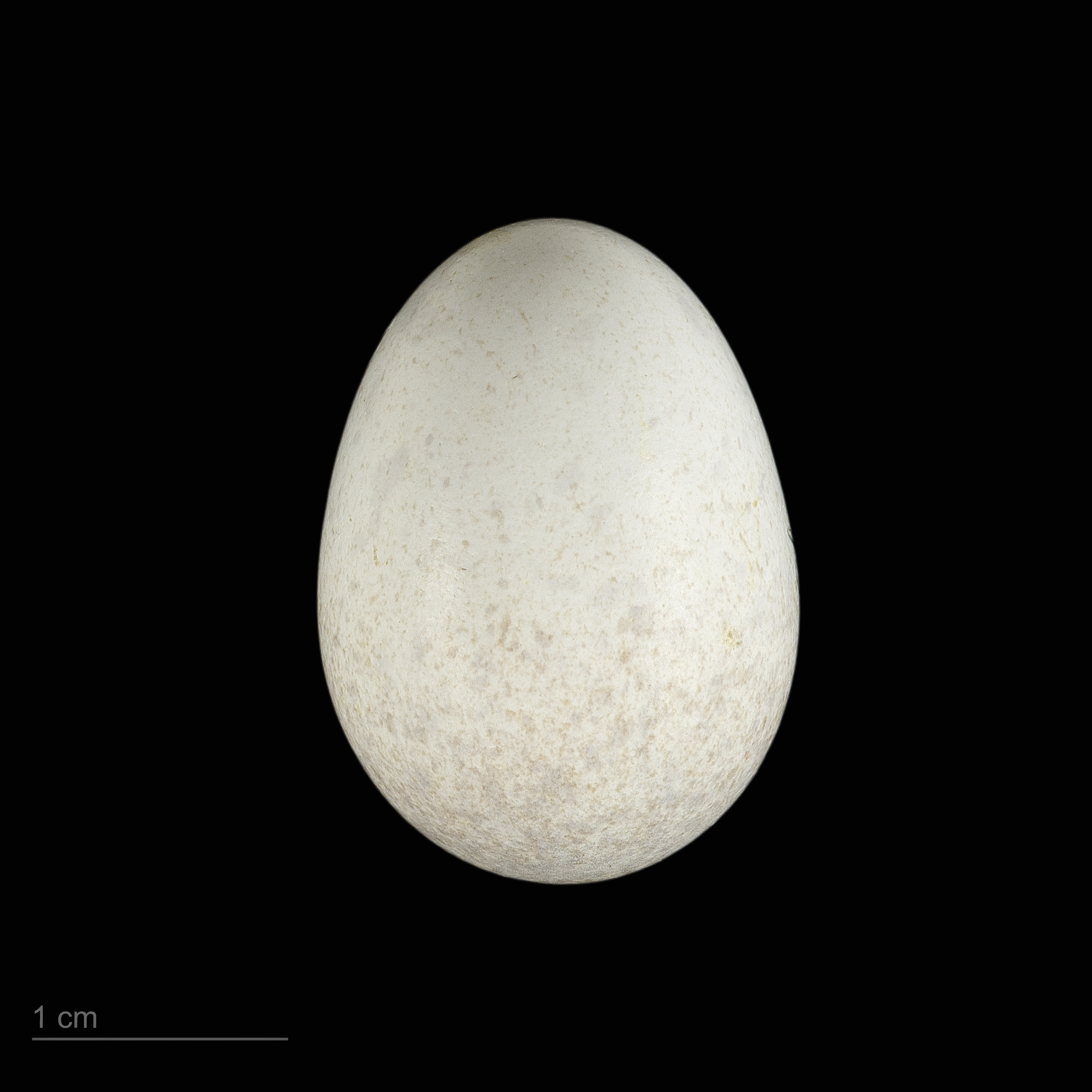
Melanocorypha bimaculata

چکاوک طوقی، طُرقِه یا جَل (نام علمی: Melanocorypha bimaculata) پرنده‌ای از راستهٔ گنجشک‌سانان و از تیرهٔ چکاوکیان به طول تقریبی ۱۶ سانتی‌متر، شبیه به طرقه چکاوک و کمی کوچک‌تر از آن است.
این پرنده آواز بسیار زیبایی را می‌خواند و هوش بسیار بالایی در تقلید صدا دارد.